# Hot Line
Hot Line è stato un programma televisivo italiano musicale, andato in onda quotidianamente dal 20 settembre 1985 al 27 aprile 1992 su Videomusic.
Si sono alternati alla conduzione tutti i vj principali dell'emittente: Rick Hutton, Clive Griffiths, Johnny Parker, Claudio De Tommasi ed Elisa Jane Satta.
Numerosi sono stati i musicisti ospiti della trasmissione, tra cui Ligabue, che presentò il suo disco d'esordio nel 1990.

## Brooklyn Top 20
(Johnny Parker)
All'interno del programma il venerdì alle ore 15 andava in onda la Brooklyn Top 20, classifica dei video più votati via lettera dai telespettatori condotta da Johnny Parker.
Tra i videoclip che arrivarono al nº1:
- Guns N' Roses: Paradise City (1988 - regia di Nigel Dick)
- Madonna: Like a Prayer (1989 - regia di Mary Lambert)
- Sinead O'Connor: Nothing Compares 2 U (1990 - regia di John Maybury)

Entrarono in classifica anche videoclip italiani, tra i quali Zen di Edoardo Bennato e Ti pretendo di Raf.